# Beauregard-Vendon
Beauregard-Vendon é uma comuna francesa na região administrativa de Auvérnia-Ródano-Alpes, no departamento Puy-de-Dôme. Estende-se por uma área de 7,32 km². Em 2010 a comuna tinha 1 235 habitantes (densidade: 168,7 hab./km²).